# La Fille des monts
Pour plus de détails, voir Fiche technique et Distribution.
La Fille des monts (titre original : The Heart o'the Hills) est un film muet américain réalisé par Sidney Franklin et Joseph De Grasse, sorti en 1919.

## Synopsis
Mavis Hawn, une adolescente sauvage de 13 ans, pratique le tir dans les collines du Kentucky avec son copain Jason Honeycutt, pour venger la mort de son père, abattu par un inconnu. Lorsque des financiers de la ville, aidés par le beau-père de Jason, essayent de voler les terres, riches en charbon, de la mère de Mavis et de ses voisins, Mavis rejoint les Cavaliers de la Nuit pour les repousser. Honeycutt accuse Mavis de meurtre, mais son procès est annulé lorsque le jury et certains des spectateurs s'accusent eux-mêmes du meurtre.

Honeycutt épouse Martha, la mère de Mavis, et Mavis et Jason quittent les collines pour recevoir une éducation. Mavis part chez un magnat du charbon, dont le fils essaye de la courtiser, tandis que Jason part à la ville où il a une chance d'épouser une fille cultivée.

Six ans plus tard, ils retournent chez eux et entendent Martha accuser Honeycutt d'avoir tué le père de Mavis. Honeycutt s'en prend alors à Martha, et celle-ci est sauvée les tirs de Mavis et Jason. Ceux-ci, qui se sont retrouvés, décident alors de se marier.

## Fiche technique
- Titre original : The Heart o'the Hills
- Titre français : La Fille des monts
- Réalisation : Sidney Franklin, Joseph De Grasse
- Assistant à la réalisation : Alfred L. Werker
- Scénario : Bernard McConville, d'après le roman Heart o'the Hills de John Fox Jr.
- Direction artistique : Max Parker
- Photographie : Charles Rosher
- Montage : Edward McDermott
- Production : Mary Pickford
- Société de production : The Mary Pickford Company
- Société de distribution : First National Exhibitors’ Circuit
- Pays d’origine :  États-Unis
- Langue originale : anglais
- Format : noir et blanc — 35 mm — 1,37:1 — Muet
- Genre : Comédie dramatique
- Durée : 87 minutes
- Dates de sortie :  17 novembre 1919
- Licence : domaine public

## Distribution
- Mary Pickford : Mavis Hawn

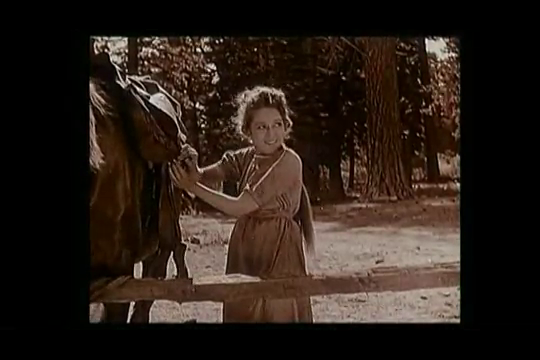
Mary Pickford

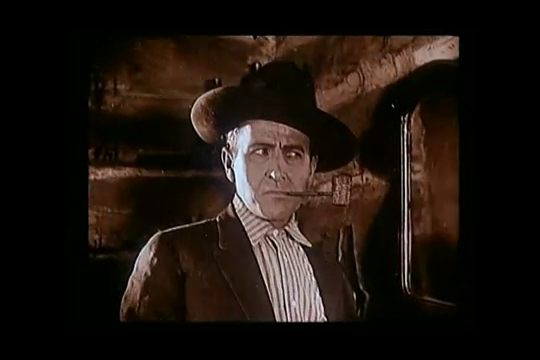
Sam de Grasse

- Allan Sears (en) : Jason Honeycutt (adulte)
- Harold Goodwin : Jason Honeycutt (adolescent)
- Claire McDowell : Martha Hawn
- Fred Huntley : Jason Hawn
- Sam De Grasse : Steve Honeycutt
- William Bainbridge : Colonel Pendleton
- John Gilbert : Gray Pendleton
- Betty Bouton : Marjorie Lee
- Henry J. Herbert : Norton Sanders
- Fred Warren : John Burnham

## Accueil
« En plus de son histoire très riche qui ne laisse aucun temps mort, La Fille des Monts nous donne une vision très réaliste de la vie rurale dans les montagnes isolées. Certaines scènes montrent même la vie de la communauté, comme l’amusante scène de la danse. Mary Pickford y est parfaite, toujours pleine de vie, le scénario a été manié et remanié pour la mettre en valeur. »

— « L'Œil sur l'Écran », 10 octobre 2010